# 高木登
高木登（日语：／ Takagi Noboru，1968年7月6日—），日本男編劇。出身於東京都。放送大學畢業。日本劇作家協會會員。
1999年，以《Stalkers a go go》獲得第11屆富士電視台青年編劇大獎佳作。2000年，以《我們彼此相愛》獲得第9屆劇作家協會新人劇本大賽準佳作。
直到2007年，他一直是「機上風景」劇團的特聘作家（同年6月離開退團）。2009年，他創立並領導演劇組合「鵺的 （页面存档备份，存于）」。

## 參加作品

### 電影
- CROSS（編劇／與大森美香共同）
- 預言（日语：Jホラーシアター#『予言』）（編劇／與鶴田法男（日语：鶴田法男）共同）

### 電視劇
- V之嵐（日语：Vの嵐）系列（編劇）
- 真實的恐怖故事系列（編劇）
- 怪談百物語（日语：怪談百物語） 雪女（編劇／與三宅隆太（日语：三宅隆太）共同）
- 超異象之謎Q dark fantasy 李里依與利利（編劇）
- 劇團演技者。（日语：劇団演技者。） 複製品（編劇）
- 超人力霸王馬克斯 來自地底的挑戰（編劇）
- 手機搜查官7 URL（編劇）

### 動畫
粗體字表示劇本統籌作品。
2003年
- TEXHNOLYZE（日语：TEXHNOLYZE）（編劇）

2004年
- 戀風（編劇）

2005年
- 地獄少女（編劇）

2006年
- 地獄少女 二籠（編劇）

2007年
- Baccano！（編劇）

2008年
- 地獄少女 三鼎（編劇）
- 夏目友人帳（編劇）

2009年
- 續 夏目友人帳（編劇）

2010年
- 無頭騎士異聞錄 DuRaRaRa!!
- 屍鬼（編劇）

2011年
- C

2012年
- 黑子的籃球
- 殭屍哪有那麼萌？[1]
- 鄰座的怪同學[2]

2013年
- 進擊的巨人（編劇）
- 無頭騎士異聞錄 DuRaRaRa!! ×2
- 黑子的籃球 (第2期)

2015年
- 無頭騎士異聞錄 DuRaRaRa!! ×2 承
- 黑子的籃球 (第3期)
- 無頭騎士異聞錄 DuRaRaRa!! ×2 轉

2016年
- 無頭騎士異聞錄 DuRaRaRa!! ×2 結
- 超自然9人组（編劇）

2017年
- 地獄少女 宵伽（編劇）
- 將國戡亂記
- 十二大戰（編劇）

2018年
- 黃金神威
- 銀河英雄傳說 Die Neue These

2019年
- 科學一方通行（編劇）

2020年
- 虛構推理[3]（編劇）
- 王者天下 (第3系列)（－2021年）
- 黃金神威 (第3期)

2022年
- 王者天下 (第4系列)

2023年
- 虛構推理 Season2[4]
- Undead Girl Murder Farce

2024年
王者天下 (第5系列)

### 廣播劇CD
- Baccano！ （編劇）
- 夏目友人帳 DVD特典廣播劇CD （編劇）

### 舞台
- 暗黑地帶
- 不滅（日语：交響曲第4番 (ニールセン)）
- 麻將
- 荒野1/7
- 幻戲
- 毒婦二景

## 外部連結
- 高木登的X（前Twitter） （日語）（2009年11月—）
- 日日鵺的（新） （页面存档备份，存于） （日語）—高木登的官方個人部落格。